# Estación de La Moraleja
La Moraleja es una estación de la línea 10 del metro de Madrid situada en el municipio de Alcobendas bajo la Avenida de Bruselas, en la zona empresarial cercana a La Moraleja, si bien la urbanización en sí está bastante apartada de la estación.

## Historia
La estación se abrió al público el 26 de abril de 2007 dentro del proyecto MetroNorte, ampliación de la línea 10 hacia el norte para dar servicio a Alcobendas y San Sebastián de los Reyes.
Su denominación creó polémica, dado que hace referencia a una urbanización a la que no da servicio de forma directa, sino que queda a más de 1 km de la estación. Antes de aprobarse los nombres definitivos de las estaciones se barajó en el proyecto denominarla Avenida de Bruselas.

## Accesos
Vestíbulo La Moraleja
- Avda. Bruselas Avda. Bruselas, 14. Próximo a C/ Nardo
- Ascensor Avda. Bruselas, 14

## Líneas y conexiones

### Metro
| << cabecera            | < estación             | línea | estación > | cabecera >>                                  |
| ---------------------- | ---------------------- | ----- | ---------- | -------------------------------------------- |
| Hospital Infanta Sofía | Marqués de la Valdavia |       | La Granja  | Puerta del Sur Cambio de tren en Tres Olivos |

### Autobuses
| Diurnos |                                                                     |                                                               |                |
| Línea   | Destino                                                             | Parada                                                        | Operador       |
| 1       | Circular (Arroyo de la Vega - El Soto de La Moraleja - La Moraleja) | 17512 Av. Ermita-Est. La Moraleja (Avenida de la Ermita, 5)   | Empresa Montes |
| 2       | Alcobendas                                                          | 17512 Av. Ermita-Est. La Moraleja (Avenida de la Ermita, 5)   | Empresa Montes |
| 3       | Circular (Arroyo de la Vega - El Soto de La Moraleja - El Encinar)  | 17512 Av. Ermita-Est. La Moraleja (Avenida de la Ermita, 5)   | Empresa Montes |
| 5       | Alcobendas - San Sebastián de los Reyes                             | 17512 Av. Ermita-Est. La Moraleja (Avenida de la Ermita, 5)   | Interbus       |
| 2       | La Moraleja                                                         | 17513 Av. Ermita-Est. La Moraleja (Avenida de la Ermita, 2)   | Empresa Montes |
| 5       | El Soto de la Moraleja                                              | 12240 Nardo-Centro Cívico (Calle del Nardo, s/n)              | Interbus       |
| 9       | Alcobendas - Estación FFCC                                          | 11799 Av. Bruselas-Est. La Moraleja (Avenida de Bruselas, 15) | Interbus       |
| 10      | Circular de Alcobendas (por Calle del Marqués de la Valdavia)       | 11799 Av. Bruselas-Est. La Moraleja (Avenida de Bruselas, 15) | Interbus       |
| 9       | Arroyo de la Vega                                                   | 11798 Av. Bruselas-Est. La Moraleja (Avenida de Bruselas, 14) | Interbus       |
| 11      | Circular de Alcobendas (por Paseo de la Chopera)                    | 11798 Av. Bruselas-Est. La Moraleja (Avenida de Bruselas, 14) | Interbus       |

| Diurnos |                                          |                                                               |          |
| Línea | Destino                                  | Parada                                                        | Operador |
| 155 | Madrid (Plaza de Castilla)               | 12240 Nardo - Centro Cívico                                   | Interbus |
| 159 | Arroyo de la Vega - El Juncal            | 11799 Av. Bruselas-Est. La Moraleja (Avenida de Bruselas, 15) | Interbus |
| 159 | Madrid (Plaza de Castilla)               | 11798 Av. Bruselas-Est. La Moraleja (Avenida de Bruselas, 14) | Interbus |
| Nocturnos |                                          |                                                               |          |
| Línea | Destino                                  | Parada                                                        | Operador |
| N101 | Alcobendas / Madrid (Plaza de Castilla)C | 17512 Av. Ermita-Est. La Moraleja (Avenida de la Ermita, 5)   | Interbus |
| N102 | San Sebastián de los Reyes               | 11799 Av. Bruselas-Est. La Moraleja (Avenida de Bruselas, 15) | Interbus |
| N102 | Madrid (Plaza de Castilla)               | 11798 Av. Bruselas-Est. La Moraleja (Avenida de Bruselas, 14) | Interbus |
| C La línea N101 funciona como línea circular, por lo que en la misma parada se puede tomar el autobús para dirigirse a Alcobendas como para dirigirse a Madrid. |                                          |                                                               |          |